# Saint-Michel-sur-Ternoise
Pour les articles homonymes, voir Saint-Michel et Ternoise (homonymie).
Saint-Michel-sur-Ternoise est une commune française située dans le département du Pas-de-Calais en région Hauts-de-France. Ses habitants sont appelés les Saint-Michellois. La commune est membre de la communauté de communes du Ternois.
La commune s’inscrit dans les « paysages du Ternois » tels qu’ils sont définis dans l’atlas de paysages.

## Géographie

### Localisation
Localisée dans le sud du département du Pas-de-Calais, Saint-Michel-sur-Ternoise est une commune rurale, limitrophe de la commune de Saint-Pol-sur-Ternoise (aire d'attraction), située, à vol d'oiseau, à 31 km au nord-ouest de la commune d’Arras (chef-lieu d'arrondissement).
Le territoire de la commune est limitrophe de ceux de cinq communes.
Les communes limitrophes sont Ostreville, Herlin-le-Sec, Maisnil, Roëllecourt et Saint-Pol-sur-Ternoise.

### Géologie et relief
La superficie de la commune est de 5,97 km2 ; son altitude varie de 87  à   147 m.

### Hydrographie
La commune, située dans le bassin Artois-Picardie, est, selon le Service d'administration nationale des données et référentiels sur l'eau (Sandre), drainée par trois cours d'eau :
- la Ternoise, d'une longueur de 41,43 km, qui prend sa source dans la commune d'Ostreville et conflue dans la Canche dans la commune d'Huby-Saint-Leu[4] ;

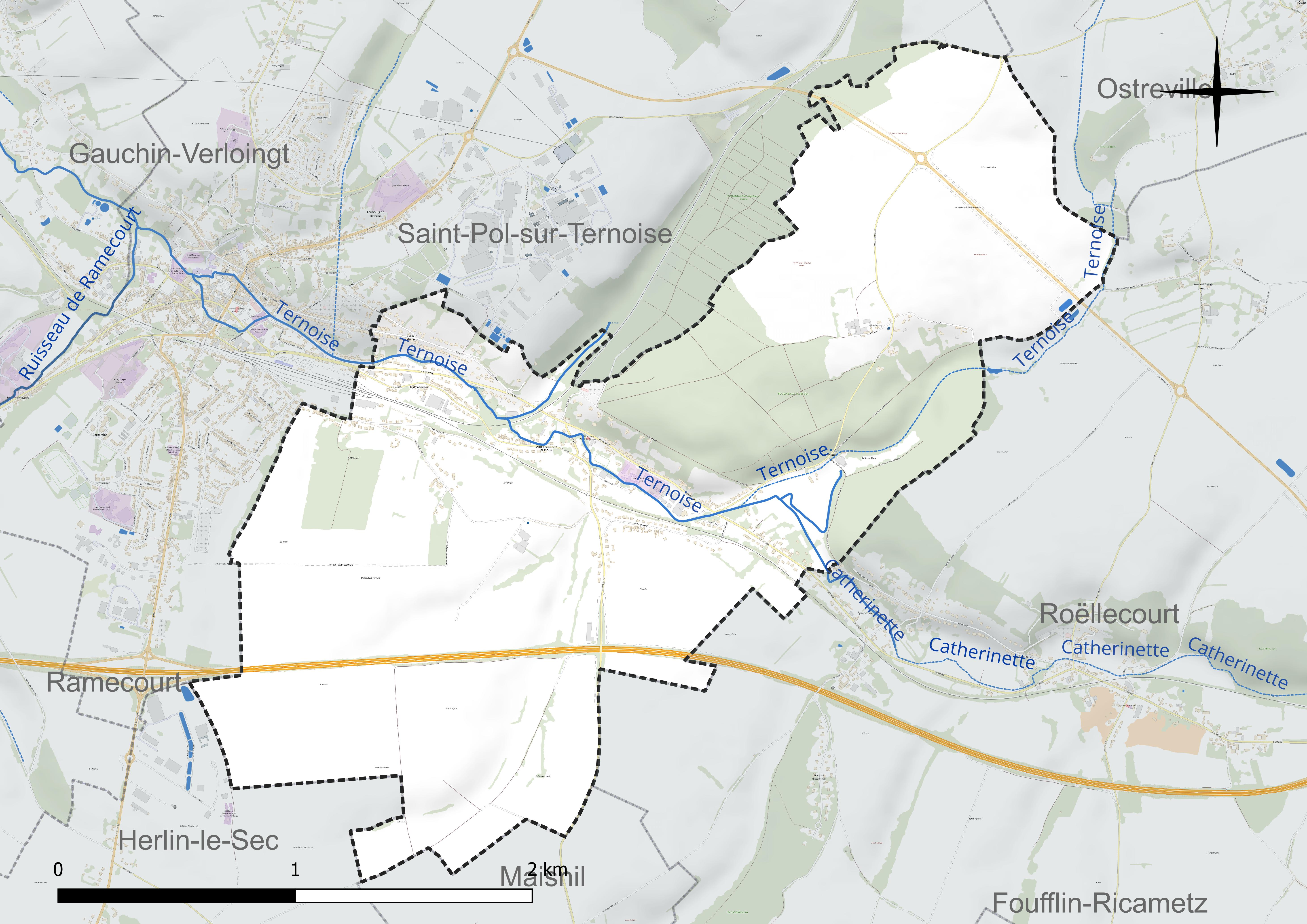
Réseau hydrographique de Saint-Michel-sur-Ternoise.

- la Catherinette, d'une longueur de 3,77 km qui prend sa source dans la commune de Ligny-Saint-Flochel et se jette dans la rivière la ternoise au niveau de la commune[5] ;
- la rivière la ternoise, d'une longueur de 0,62 km qui prend sa source dans la commune et se jette dans la Ternoise au niveau de la commune[6].

### Climat
Pour des articles plus généraux, voir Climat des Hauts-de-France et Climat du Nord-Pas-de-Calais.
En 2010, le climat de la commune est de type climat océanique dégradé des plaines du Centre et du Nord, selon une étude du Centre national de la recherche scientifique (CNRS) s'appuyant sur une série de données couvrant la période 1971-2000. En 2020, Météo-France publie une typologie des climats de la France métropolitaine dans laquelle la commune est exposée à un climat océanique et est dans la région climatique Côtes de la Manche orientale, caractérisée par un faible ensoleillement (1 550 h/an) ; forte humidité de l’air (plus de 20 h/jour avec humidité relative > 80 % en hiver), vents forts fréquents.
Pour la période 1971-2000, la température annuelle moyenne est de 10,1 °C, avec une amplitude thermique annuelle de 13,9 °C. Le cumul annuel moyen de précipitations est de 819 mm, avec 13,5 jours de précipitations en janvier et 9,3 jours en juillet. Pour la période 1991-2020, la température moyenne annuelle observée sur la station météorologique la plus proche, située sur la commune de Humières à 11 km à vol d'oiseau, est de 10,9 °C et le cumul annuel moyen de précipitations est de 856,9 mm,. Pour l'avenir, les paramètres climatiques de la commune estimés pour 2050 selon différents scénarios d'émission de gaz à effet de serre sont consultables sur un site dédié publié par Météo-France en novembre 2022.

### Paysages
Pour un article plus général, voir Paysage en France.
La commune s'inscrit dans les « paysages du Ternois » tels qu’ils sont définis dans l’atlas de paysages de la région Nord-Pas-de-Calais, conçu par la direction régionale de l'Environnement, de l'Aménagement et du Logement (DREAL),.
Ces paysages, qui concernent 138 communes avec trois pôles d’attraction que sont Hesdin à l'ouest, Saint-Pol-sur-Ternoise à l’est et, dans une moindre mesure, Frévent en lisière sud, sont délimités par deux cours d’eau : la Canche au Sud et la Ternoise au Nord. Ces paysages sont composés de plateaux, de vallées et de bocages. Les plateaux du Ternois montrent une structure tabulaire assez plane et une altitude assez régulière avec des points culminants entre 150  à   160 m.
Le territoire d’une vingtaine de kilomètres du Nord au Sud et d’Est en Ouest, est traversé par la D 939 reliant Saint-Pol-sur-Ternoise à Hesdin, par la D 912 entre Saint-Pol-sur-Ternoise et Frévent et par la ligne ferroviaire de Saint-Pol-sur-Ternoise à Étaples dans la vallée de la Canche. La position excentrée, en l’absence de grands axes autoroutiers ou ferrés structurants, a permis au Ternois de conserver un caractère rural et une certaine qualité de paysage.
Au niveau de l’occupation des sols, les surfaces cultivées sont omniprésentes sur les plateaux, avec majoritairement la culture de la betterave et de la pomme de terre, et représentent près de 72 % de la surface totale de ces paysages du Ternois, les espaces artificialisés, cantonnés dans les fonds de vallée, représentent 13 % et les surfaces boisées, présentes dans les deux principales vallées de la Ternoise et de la Canche, ne représentent que 6 %.

### Milieux naturels et biodiversité

#### Zone naturelle d'intérêt écologique, faunistique et floristique
L’inventaire des zones naturelles d'intérêt écologique, faunistique et floristique (ZNIEFF) a pour objectif de réaliser une couverture des zones les plus intéressantes sur le plan écologique, essentiellement dans la perspective d’améliorer la connaissance du patrimoine naturel national et de fournir aux différents décideurs un outil d’aide à la prise en compte de l’environnement dans l’aménagement du territoire.
Le territoire communal comprend une ZNIEFF de type 1 : le bois de Saint-Michel-sur-Ternoise, d’une superficie de 194 hectares et d'une altitude variant de 25  à   146 mètres. Cette ZNIEFF est occupée dans sa partie centrale par un massif forestier typique des bois artésiens avec hêtraie, érablaie et frênaie.

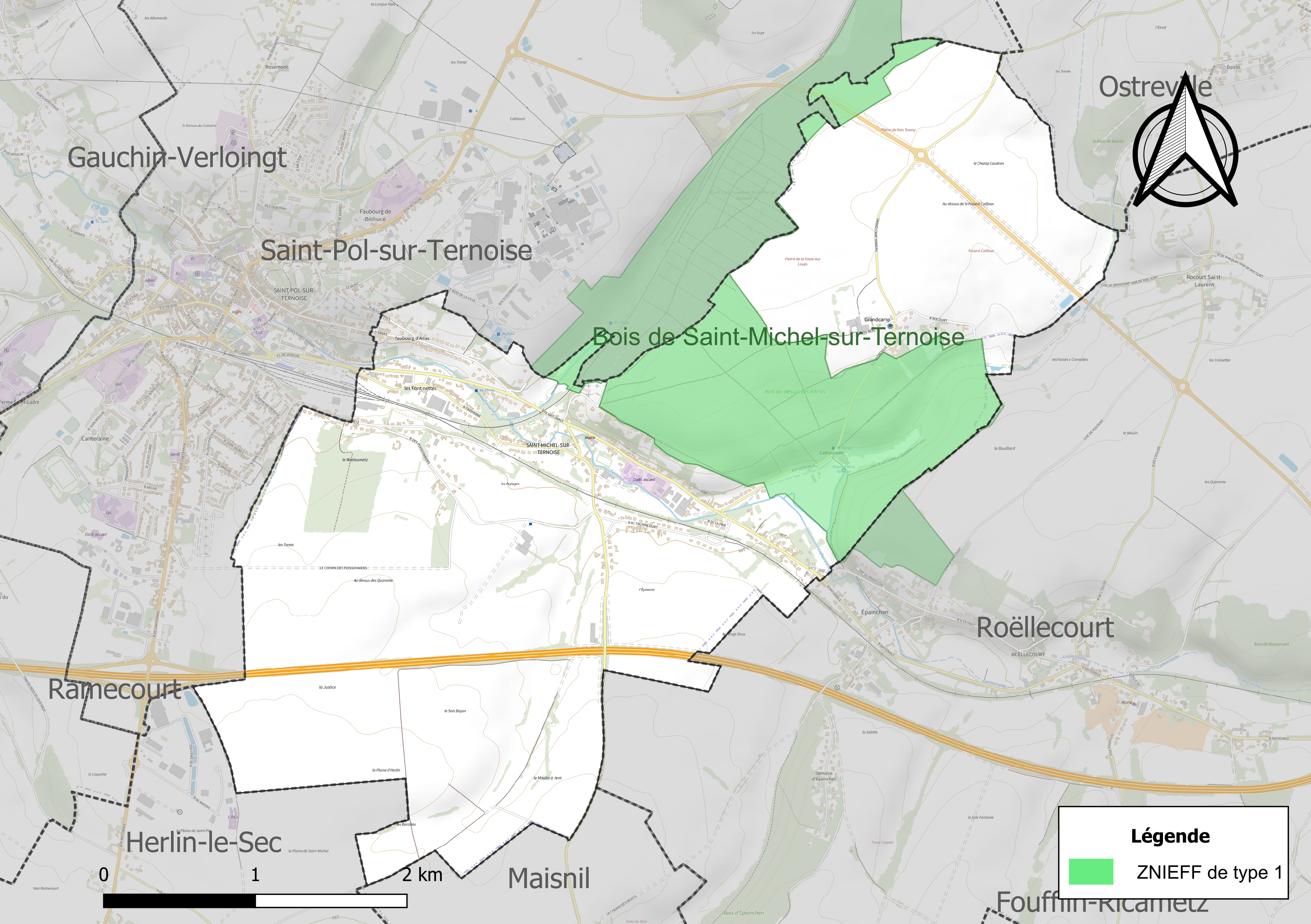
Carte de la ZNIEFF sur la commune.

#### Espèces faunistiques et floristiques
L’Inventaire national du patrimoine naturel (INPN) recense plusieurs espèces faunistiques et floristiques sur le territoire de la commune dont certaines sont protégées et d’autres menacées et quasi-menacées.

## Urbanisme

### Typologie
Au 1er janvier 2024, Saint-Michel-sur-Ternoise est catégorisée petite ville, selon la nouvelle grille communale de densité à sept niveaux définie par l'Insee en 2022.
Elle appartient à l'unité urbaine de Saint-Pol-sur-Ternoise, une agglomération intra-départementale regroupant huit  communes, dont elle est une commune de la banlieue,,. Par ailleurs la commune fait partie de l'aire d'attraction de Saint-Pol-sur-Ternoise, dont elle est une commune du pôle principal,. Cette aire, qui regroupe 72 communes, est catégorisée dans les aires de moins de 50 000 habitants,.

### Occupation des sols
L'occupation des sols de la commune, telle qu'elle ressort de la base de données européenne d’occupation biophysique des sols Corine Land Cover (CLC), est marquée par l'importance des territoires agricoles (68,9 % en 2018), en diminution par rapport à 1990 (69,8 %). La répartition détaillée en 2018 est la suivante : 
terres arables (65,5 %), forêts (17,8 %), zones urbanisées (12,7 %), prairies (3,2 %), zones industrielles ou commerciales et réseaux de communication (0,5 %), zones agricoles hétérogènes (0,3 %). L'évolution de l’occupation des sols de la commune et de ses infrastructures peut être observée sur les différentes représentations cartographiques du territoire : la carte de Cassini (XVIIIe siècle), la carte d'état-major (1820-1866) et les cartes ou photos aériennes de l'IGN pour la période actuelle (1950 à aujourd'hui).

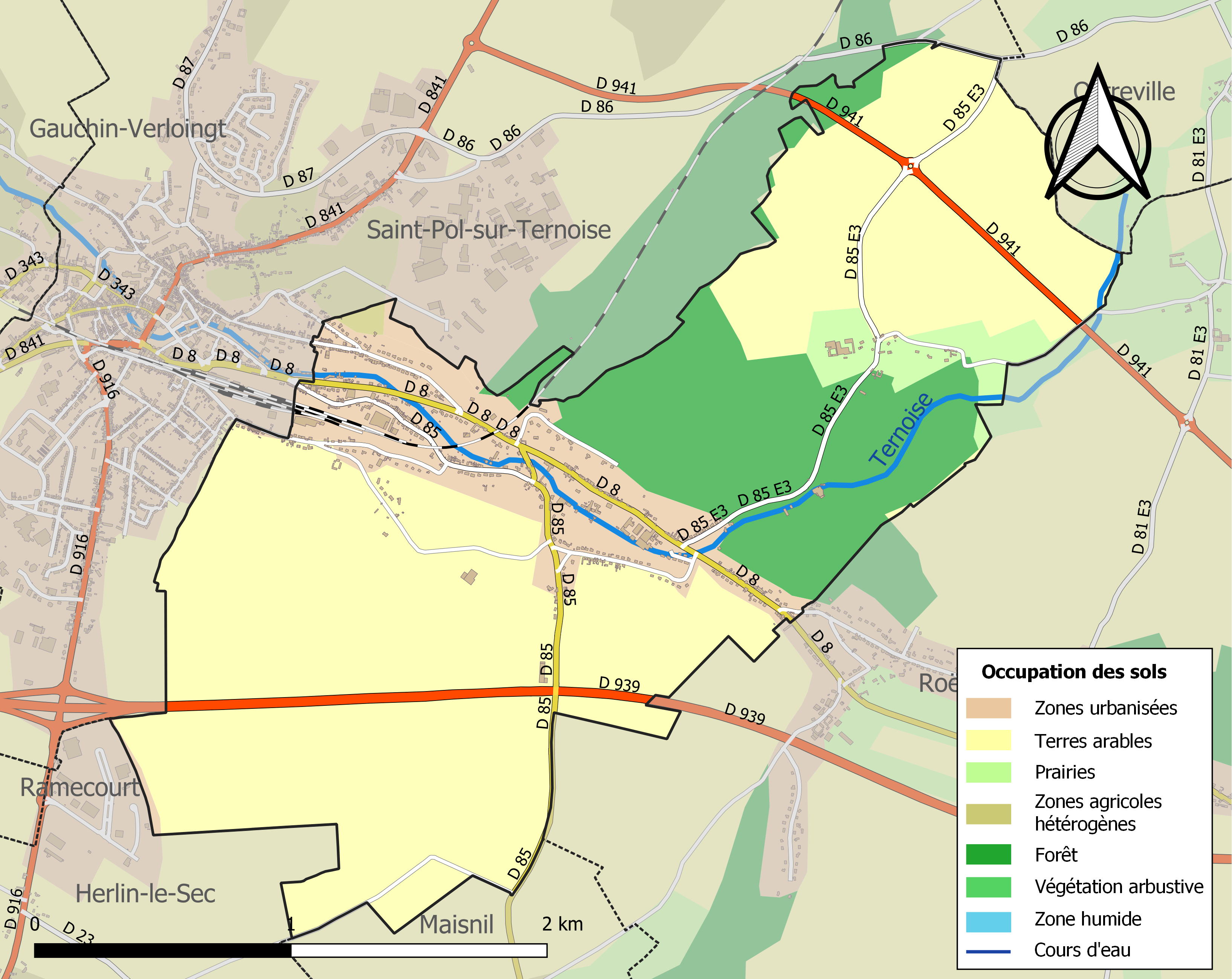
Carte des infrastructures et de l'occupation des sols de la commune en 2018 (CLC).

## Toponymie
Le nom de la localité est attesté sous les formes Saint Michiel en 1194 ; Saint Mikiel en 1280 ; Saint Michel en 1793 ; Saint-Michel en 1801 et Saint-Michel-sur-Ternoise depuis 1905.
Saint-Michel est un hagiotoponyme qui fait référence à l'archange saint Michel, saint sous lequel est placé le vocable de l'église.
La Ternoise est une rivière de la région Hauts-de-France, dans le département du Pas-de-Calais.

## Histoire
D'après l'historien français Auguste de Loisne : « Saint-Michel, en 1789, faisait partie de la sénéchaussée de Saint-Pol et suivait la coutume d'Artois. Son église, d'abord diocèse de Thérouanne, puis de Boulogne, doyenné de Saint-Pol, secours d'Ostreville, était consacrée à saint Michel. »

## Politique et administration

### Découpage territorial
La commune se trouve dans l'arrondissement d'Arras du département du Pas-de-Calais.

#### Commune et intercommunalités
La commune faisait partie de la communauté de communes du Saint-Polois créée fin 1995.
Dans le cadre de la réforme des collectivités territoriales françaises, par la loi de réforme des collectivités territoriales du 16 décembre 2010 (dite loi RCT)  destinée à permettre notamment l'intégration de la totalité des communes dans un EPCI à fiscalité propre, la suppression des enclaves et discontinuités territoriales et les modalités de rationalisation des périmètres des établissements publics de coopération intercommunale et des syndicats mixtes existants, cette intercommunalité fusionne avec sa voisine, la communauté de communes du pays d'Heuchin, formant le 1er janvier 2013 la communauté de communes des Vertes Collines du Saint-Polois.
Un nouveau mouvement de regroupement intercommunal intervient dans le cadre des dispositions de la loi portant nouvelle organisation territoriale de la République (Loi NOTRe) du 7 août 2015, qui prévoit que les établissements publics de coopération intercommunale (EPCI) à fiscalité propre doivent avoir un minimum de 15 000 habitants. À l'initiative des intercommunalités concernées, la Commission départementale de coopération intercommunale (CDCI) adopte le 26 février 2016 le principe de la fusion de :
- la communauté de communes de l'Auxillois, regroupant 16 communes dont une de la Somme et 5 217 habitants[23] ;
- la communauté de communes de la région de Frévent, regroupant 12 communes et 6 567 habitants ;
- de la communauté de communes des Vertes Collines du Saint-Polois, regroupant 58 communes et 19 585 habitants ;
- de la communauté de communes du Pernois, regroupant 18 communes et 7 114 habitants. Le schéma départemental de coopération intercommunale (SDCI), intégrant notamment cette évolution, est approuvé par un arrêté préfectoral du 30 mars 2016[24],[25].

La communauté de communes du Ternois, qui résulte de cette fusion et dont la commune fait désormais partie, est créée par un arrêté préfectoral qui a pris effet le 1er janvier 2017. Cette communauté de communes du Ternois regroupe 103 communes et totalise 37 469 habitants en 2021.

#### Circonscriptions administratives
La commune fait partie depuis 1793 du canton de Saint-Pol-sur-Ternoise. Dans le cadre du redécoupage cantonal de 2014 en France, la composition de ce canton est modifiée et regroupe désormais 88 communes, dont Saint-Michel-sur-Ternoise.

#### Circonscriptions électorales
Pour l'élection des députés, la commune fait partie de la première circonscription du Pas-de-Calais.

### Élections municipales et communautaires

#### Liste des maires
| Période                                  | Période                    | Identité            | Étiquette | Qualité                                         |
| ---------------------------------------- | -------------------------- | ------------------- | --------- | ----------------------------------------------- |
| Les données manquantes sont à compléter. |                            |                     |           |                                                 |
| mars 2001                                | 2008                       | Alexis Dallery      |           |                                                 |
| mars 2008                                | 2020                       | Josette Édouart     |           | Réélue pour le mandat 2014-2020                 |
| 25 mai 2020                              | En cours (au 5 avril 2022) | Fabienne Delignière |           | Cadre administratif et commercial d'entreprise, |

## Population et société

### Démographie
Les habitants sont appelés les Saint-Michellois.

#### Évolution démographique
L'évolution du nombre d'habitants est connue à travers les recensements de la population effectués dans la commune depuis 1793. Pour les communes de moins de 10 000 habitants, une enquête de recensement portant sur toute la population est réalisée tous les cinq ans, les populations de référence des années intermédiaires étant quant à elles estimées par interpolation ou extrapolation. Pour la commune, le premier recensement exhaustif entrant dans le cadre du nouveau dispositif a été réalisé en 2008.

En 2022, la commune comptait 838 habitants, en évolution de −5,2 % par rapport à 2016 (Pas-de-Calais : −0,72 %, France hors Mayotte : +2,11 %).
| 1793 | 1800 | 1806 | 1821 | 1831 | 1836 | 1841 | 1846 | 1851 |
| ---- | ---- | ---- | ---- | ---- | ---- | ---- | ---- | ---- |
| 351  | 345  | 345  | 354  | 373  | 343  | 341  | 339  | 336  |

| 1856 | 1861 | 1866 | 1872 | 1876 | 1881 | 1886 | 1891 | 1896 |
| ---- | ---- | ---- | ---- | ---- | ---- | ---- | ---- | ---- |
| 341  | 351  | 349  | 335  | 362  | 410  | 401  | 385  | 408  |

| 1901 | 1906 | 1911 | 1921 | 1926 | 1931 | 1936 | 1946 | 1954 |
| ---- | ---- | ---- | ---- | ---- | ---- | ---- | ---- | ---- |
| 386  | 419  | 440  | 594  | 608  | 600  | 589  | 470  | 518  |

| 1962 | 1968 | 1975 | 1982 | 1990 | 1999 | 2006 | 2008 | 2013 |
| ---- | ---- | ---- | ---- | ---- | ---- | ---- | ---- | ---- |
| 652  | 783  | 935  | 933  | 926  | 943  | 933  | 930  | 907  |

| 2018 | 2022 | - | - | - | - | - | - | - |
| ---- | ---- | - | - | - | - | - | - | - |
| 871  | 838  | - | - | - | - | - | - | - |

#### Pyramide des âges
En 2018, le taux de personnes d'un âge inférieur à 30 ans s'élève à 29,9 %, soit en dessous de la moyenne départementale (36,7 %). À l'inverse, le taux de personnes d'âge supérieur à 60 ans est de 34,2 % la même année, alors qu'il est de 24,9 % au niveau départemental.
En 2018, la commune comptait 400 hommes pour 471 femmes, soit un taux de 54,08 % de femmes, largement supérieur au taux départemental (51,50 %).
Les pyramides des âges de la commune et du département s'établissent comme suit.
| Hommes | Classe d’âge | Femmes |
| ------ | ------------ | ------ |
| 1,0    | 90 ou +      | 1,1    |
| 12,0   | 75-89 ans    | 11,0   |
| 20,0   | 60-74 ans    | 23,1   |
| 21,8   | 45-59 ans    | 20,0   |
| 16,5   | 30-44 ans    | 14,0   |
| 12,8   | 15-29 ans    | 13,0   |
| 16,0   | 0-14 ans     | 17,8   |

| Hommes | Classe d’âge | Femmes |
| ------ | ------------ | ------ |
| 0,5    | 90 ou +      | 1,6    |
| 5,6    | 75-89 ans    | 8,9    |
| 16,7   | 60-74 ans    | 18,1   |
| 20,2   | 45-59 ans    | 19,2   |
| 18,9   | 30-44 ans    | 18,1   |
| 18,2   | 15-29 ans    | 16,2   |
| 19,9   | 0-14 ans     | 17,9   |

## Culture locale et patrimoine

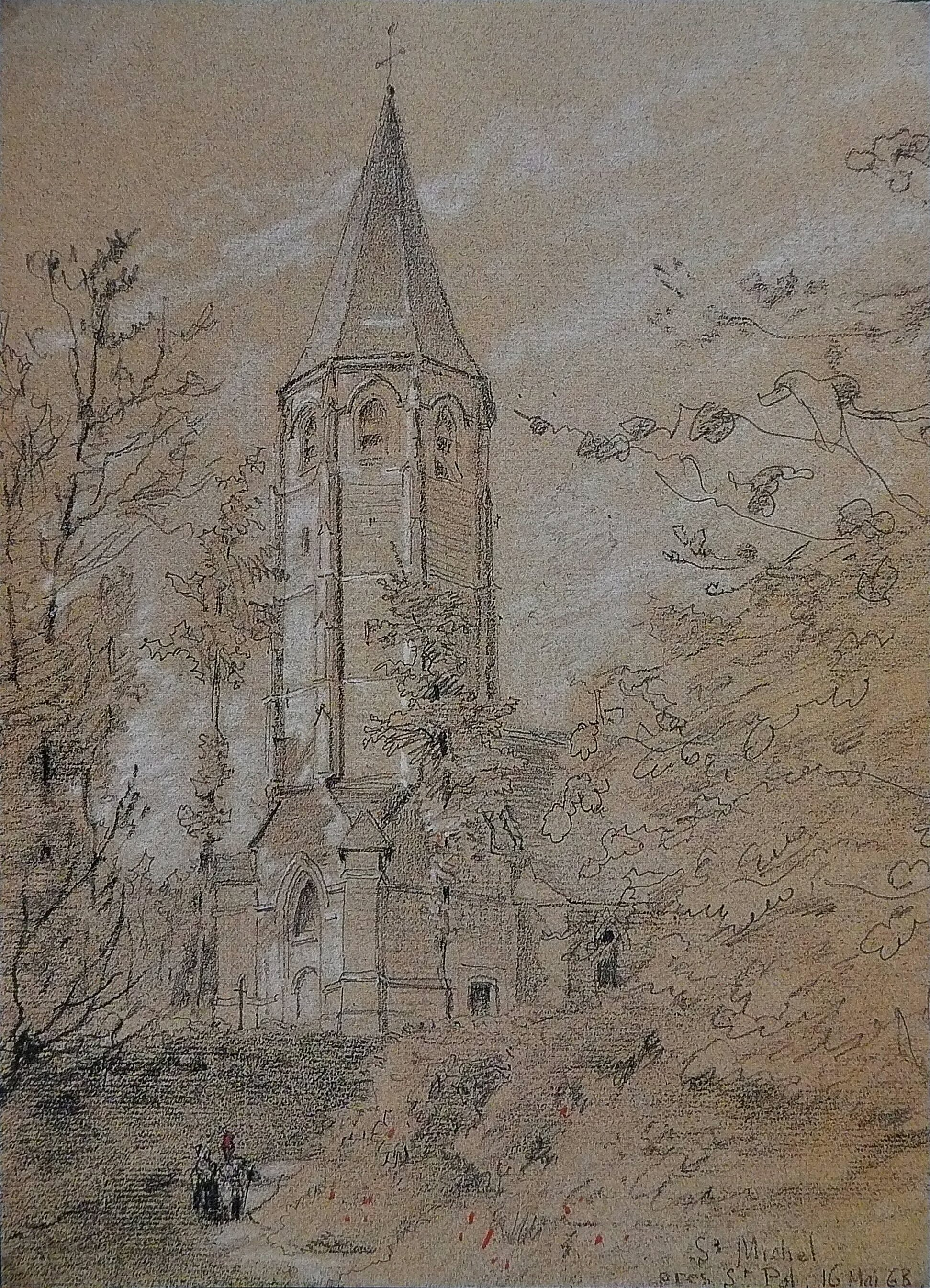
L'église Saint-Michel en 1868, dessin d'Alfred Robaut.

### Lieux et monuments
- L'église Saint-Michel. Elle héberge onze éléments patrimoniaux, répertoriés dans la base Palissy, classés ou inscrits au titre d'objet des monuments historiques, dont quatre sont classés[36].
- Le monument aux morts, surmonté d'une croix latine[37].

### Personnalités liées à la commune
- Arthur de Wazières (1859-1931)[38], agriculteur éleveur dans la commune, éleveur de chevaux et promoteur du cheval de trait de  race boulonnaise reconnu en Europe pour sa fiabilité.

Il est le créateur de la sucrerie coopérative de Savy-Berlette, plus grande coopérative sucrière de France avant la Première Guerre mondiale et regroupant plus de 1 200 producteurs de betteraves. Une statue fut érigée en son souvenir à Saint Pol-sur-Ternoise (fondue par l'occupant allemand en 1940 pour récupérer le bronze).
- Camille de Wazières (1884-1938), fils du précédent, né dans la commune, promoteur de courses de chevaux de trot[39]. Le prix Camille-de-Wazières se joue chaque année en janvier, une semaine avant le prix d'Amérique.

### Héraldique
| Blason de Saint-Michel-sur-Ternoise | Blason  | De gueules à la bande d'argent côtoyée de deux cotices du même.                                                                                             |
| Blason de Saint-Michel-sur-Ternoise | Détails | Ces armes sont fautives (sable sur gueules) : Il y a là non-respect de la règle de contrariété des couleurs. Adopté par la municipalité le 7 décembre 1982. |

## Pour approfondir

#### Bases de données, dictionnaires et encyclopédies
- Ressources relatives à la géographie :   - Insee (communes)
  - Ldh/EHESS/Cassini
- Ressource relative à plusieurs domaines :   - Annuaire du service public français
- Notices d'autorité :   - BnF (données)